# Giuseppe Zimbalo

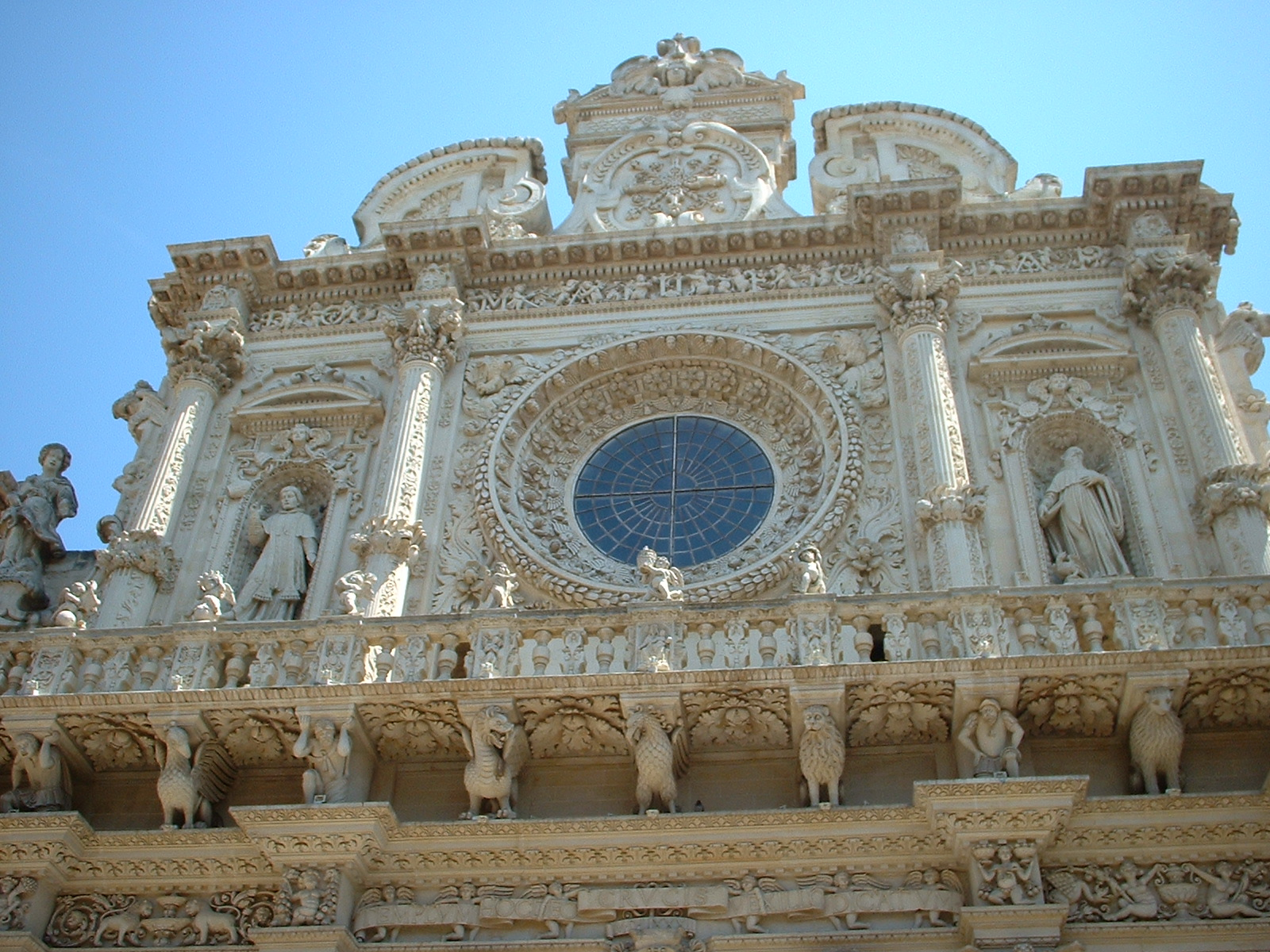
la façade baroque de la Basilique Santa Croce par Zimbalo

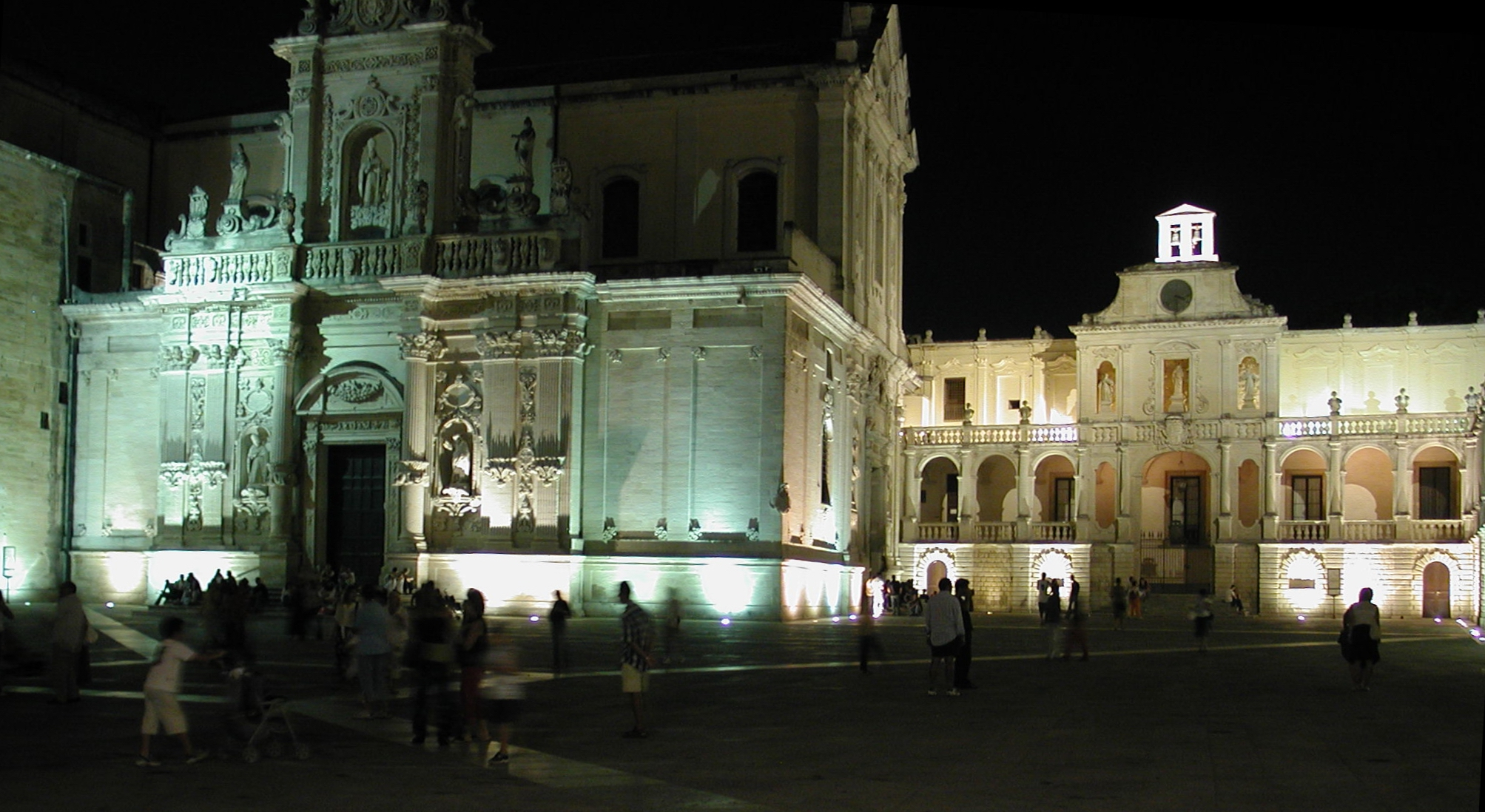
Piazza del Duomo de nuit

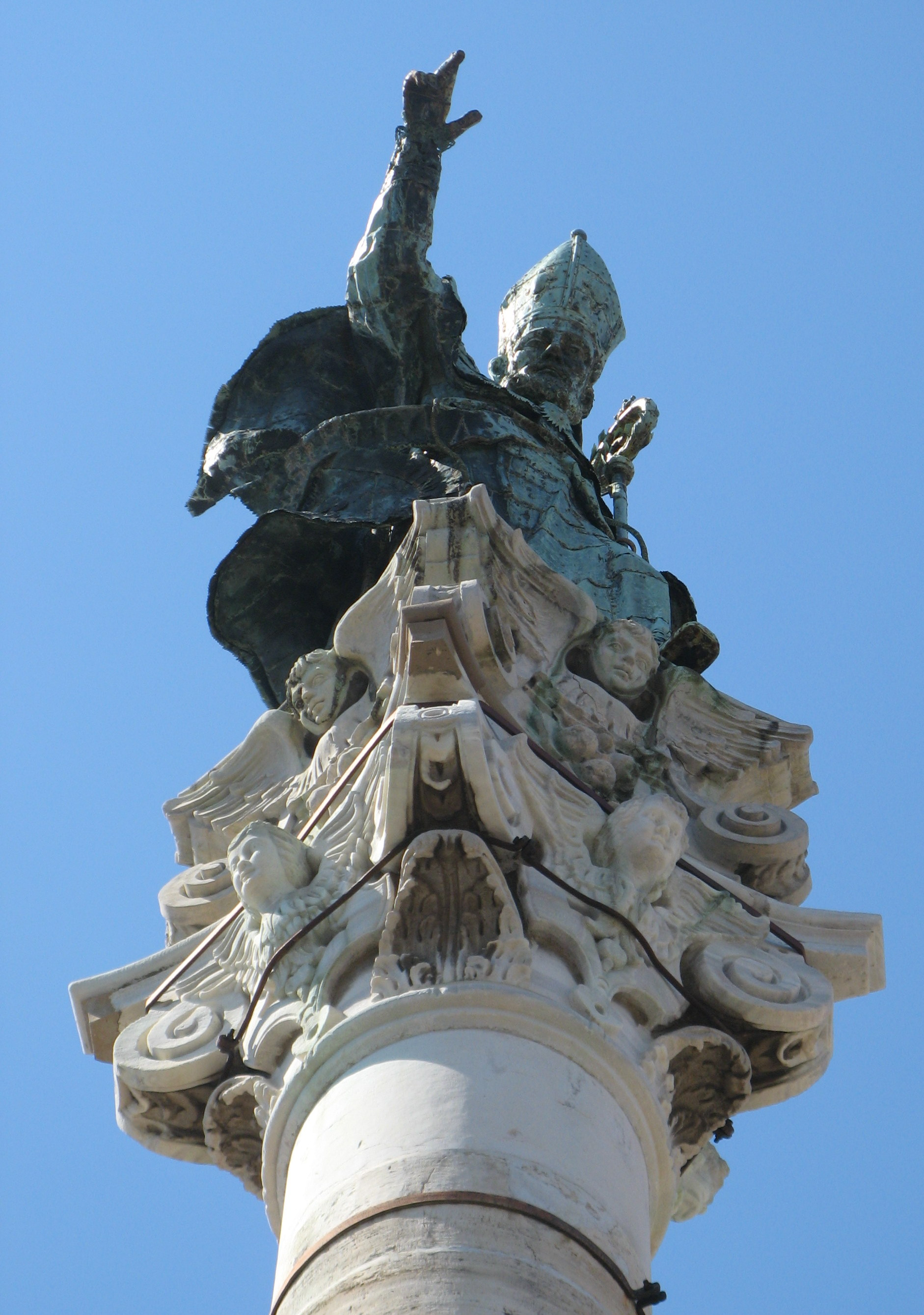
Sommet de la Colonne de Sant' Oronzo par Zimbalo

Giuseppe Zimbalo (né en 1620 à Lecce, dans les Pouilles - mort en 1710) était un architecte italien de Lecce (Italie du sud) de l'époque artistique baroque. Il est l'un des maîtres du baroque de Lecce, qui se distingue d'autres styles baroques par son extravagance.

## Famille
Issu d'une famille d'architectes - son père Sigismondo Zimbalo est un architecte mineur - Giuseppe Zimbalo est surtout inspiré par son grand-père Francesco Antonio Zimbalo (en), premier architecte de la lignée, qui a reçu des commandes majeures (il réalise les portails de la façade de la Basilique Santa Croce, plus tard achevée par son petit-fils) et a popularisé avec l'architecte Gabriele Riccardi l'art baroque à Lecce. Le lien entre le grand-père et le petit-fils est important pour l'évolution de l'architecture baroque à Lecce, Giuseppe perpétuant le style initié par Francesco Antonio et l'approfondissant, le complexifiant pour finalement crée un style unique, une variante particulière du baroque, spécifique à Lecce et sa région.

## Réalisations
Giuseppe Zimbalo est connu pour avoir œuvré dans la ville de Lecce. Il est le premier grand architecte baroque de la ville et certainement le plus connu. Il a largement contribué à définir les caractéristiques spécifiques du baroque de Lecce - à savoir exubérance et foisonnement ornemental des façades, nombreuses statues, utilisation de la pierre blonde malléable de Lecce - en s'inspirant certainement du style plateresque espagnol, duquel il a pu avoir connaissance grâce à la présence espagnole dans toute l'Italie du Sud à l'époque, et en le combinant aux canons du baroque d'Italie centrale et de Naples. Il en résulte un style unique, moins sévère et imposant que le baroque romain et napolitain mais plus ciselé, qui fait souvent parler du baroque de Lecce comme d'une variante de l'architecture baroque avec ses propres spécificités. Par ses réalisations, Zimbalo a participé à faire de Lecce l'une des capitales de l'architecture baroque, le style se répandant dans toute la région.
Il a surtout œuvré sur les bâtiments majeurs de la ville, c'est-à-dire ceux appartenant à l'Église, les évêques de Lecce étant ses principaux commanditaires. Ses deux principales œuvres sont le remaniement du Duomo de Lecce (la Cathédrale) entre 1651 et 1682 - ainsi que la construction de son campanile de 70 mètres de haut, et l'élévation de la façade de la Basilique Santa Croce ainsi que les plans du palais attenant, le palais des Célestins, ces deux derniers édifices étant achevés par ses élèves (notamment Giuseppe Cino) après sa mort. Ces deux ensembles sont aujourd'hui les symboles et les plus belles réalisations de l'art baroque de la ville, le Duomo se distinguant par sa légèreté et sa présence néanmoins imposante et monumentale et Santa Croce et le Palais des Célestins étant les édifices les plus exubérants par leur décoration de tout l'art baroque italien. Par ailleurs, on lui doit aussi, entre autres, la colonne de la place Sant' Oronzo (it) qui représente le saint patron de la ville et la Basilique de San Giovanni al Rosario, achevée en 1691, autre chef-d'œuvre d'harmonie et de décoration avec ses deux pignes monumentales qui surplombent l'entrée. L'extravagance et le foisonnement de la décoration de ses monuments lui a parfois valu le surnom de Zingarello, « le petit Tzigane ». L'architecture exubérante de Lecce l'a fait d'ailleurs surnommer la « Florence du baroque».

## Galerie d'images

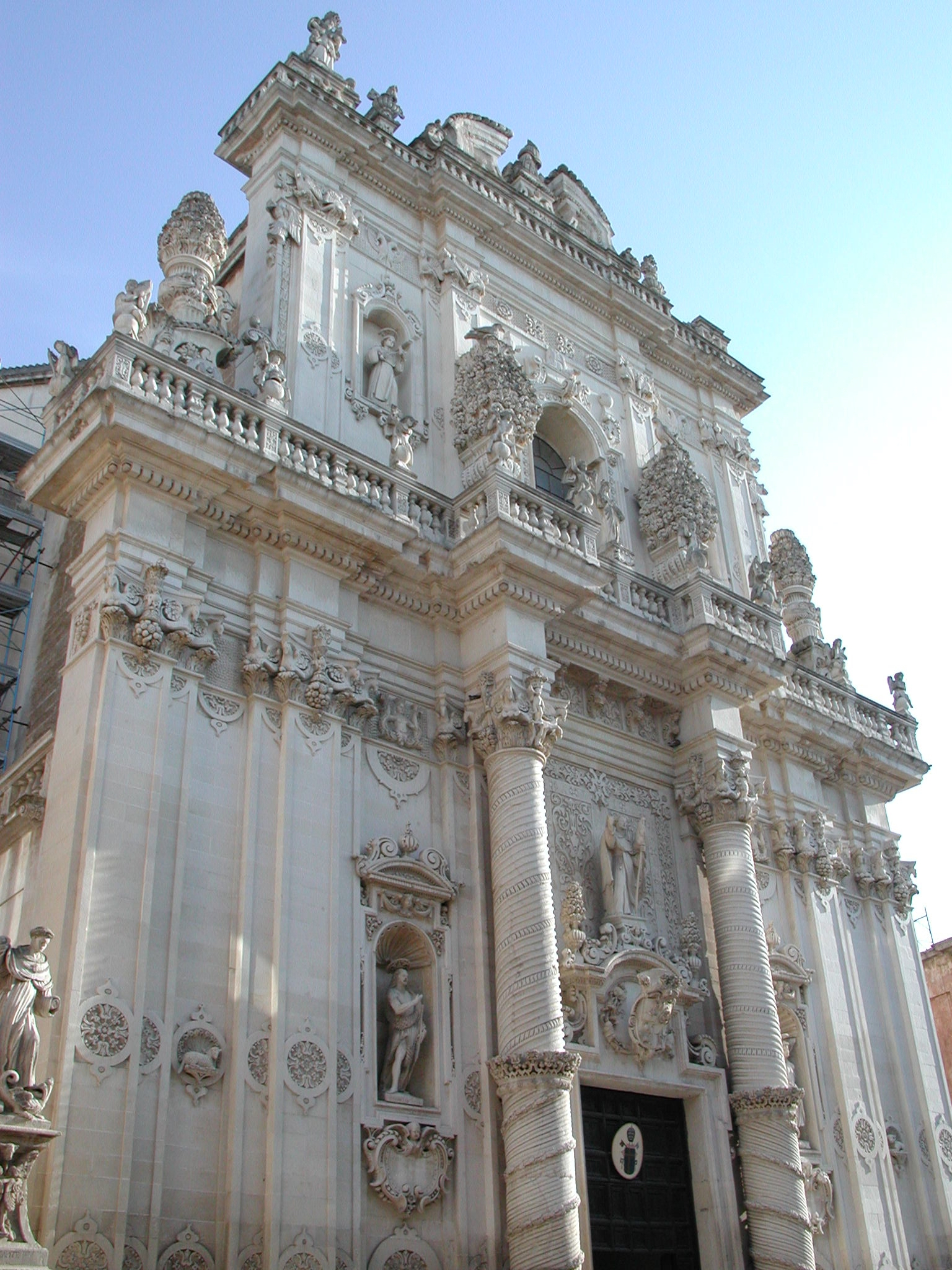
La Basilique de San Giovanni al Rosario.
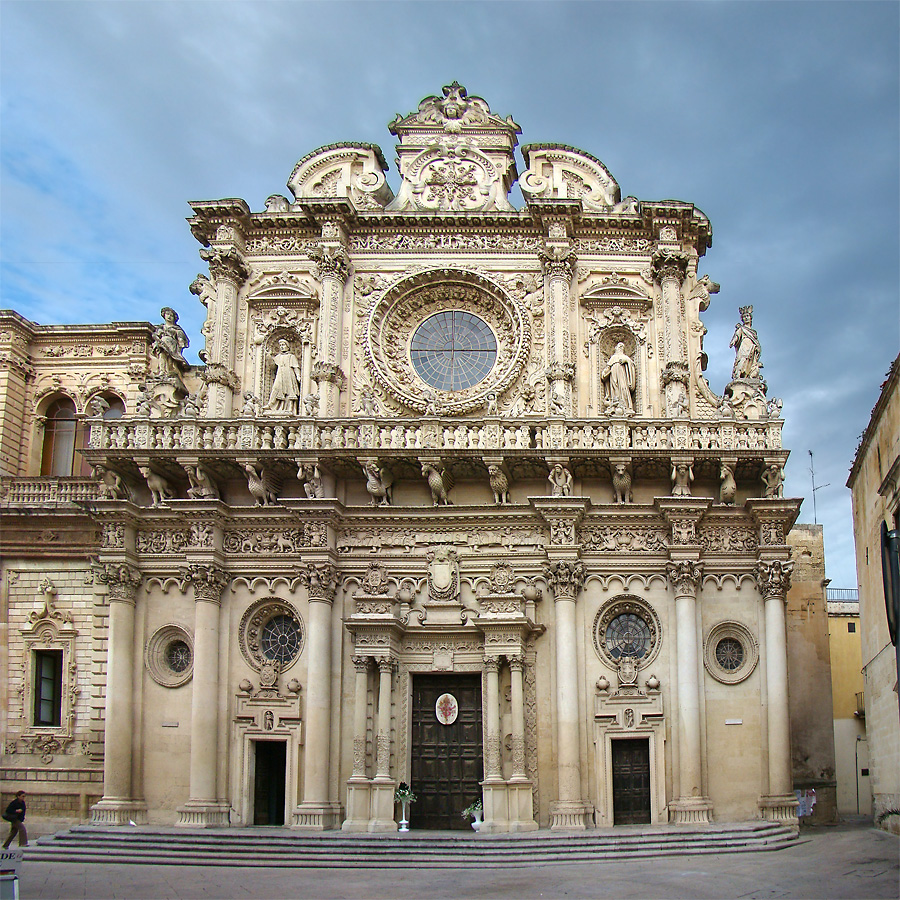
La Basilique Santa Croce et le Palais des Célestins.
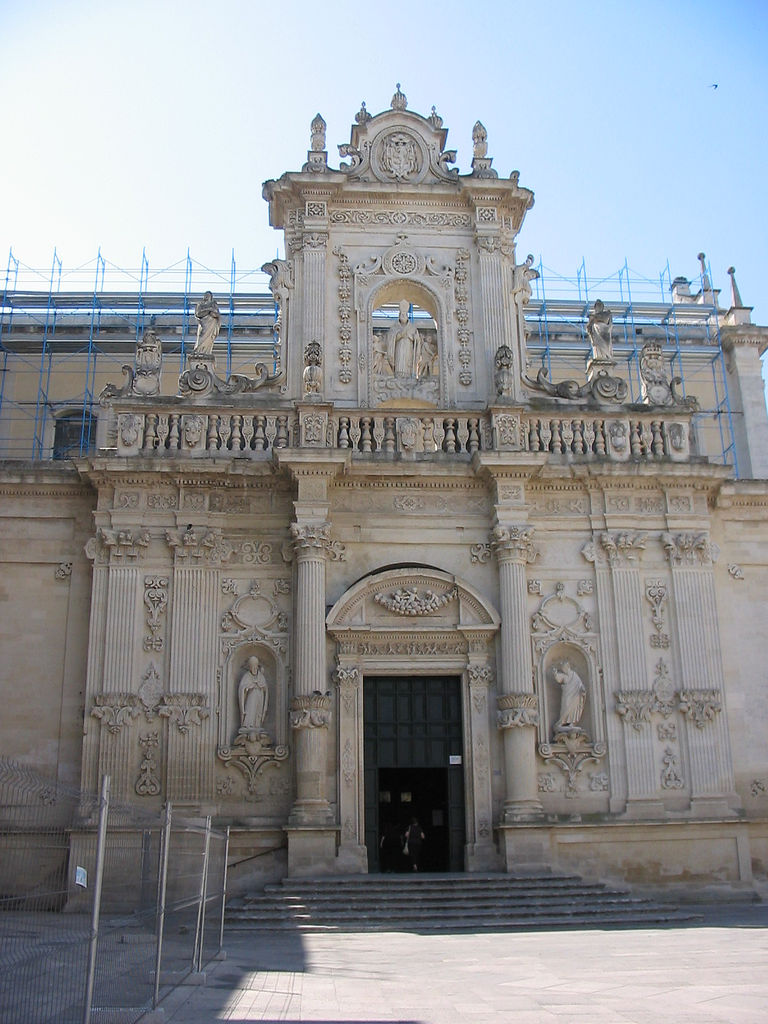
Façade nord de la cathédrale de Lecce (duomo).
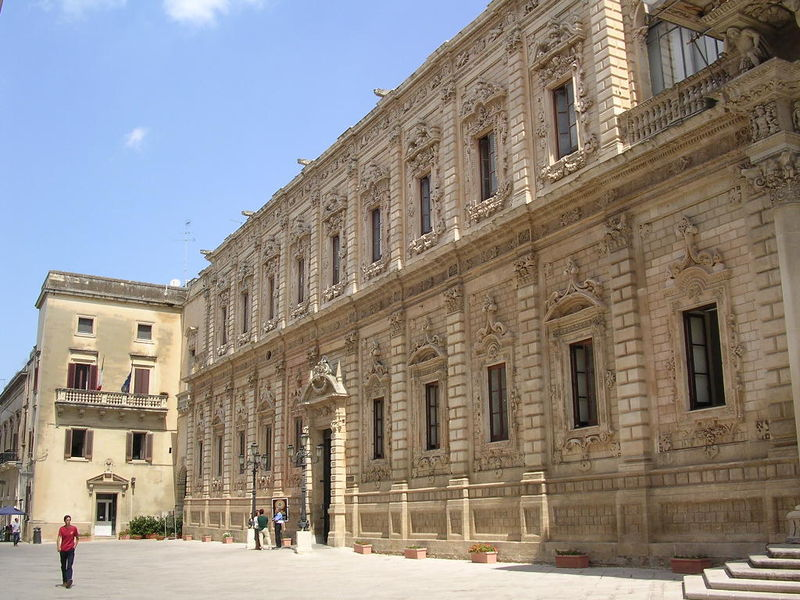
Le Palais des Célestins.